# Körösszakál
Körösszakál (ehemals Szakál, rumänisch Săcal) ist eine ungarische Gemeinde im Kreis Berettyóújfalu im Komitat Hajdú-Bihar.

## Geografie
Körösszakál liegt 23 Kilometer südöstlich der Kreisstadt Berettyóújfalu und 4 Kilometer westlich der Grenze zu Rumänien am rechten Ufer des Flusses Sebes-Körös. Die Gemeinde grenzt an das Komitat Békés und an folgende Gemeinden:
|               |                                             | Körösszegapáti        |
| Magyarhomorog | Kompassrose, die auf Nachbargemeinden zeigt |                       |
|               | Biharugra (BE)                              | Körösnagyharsány (BE) |

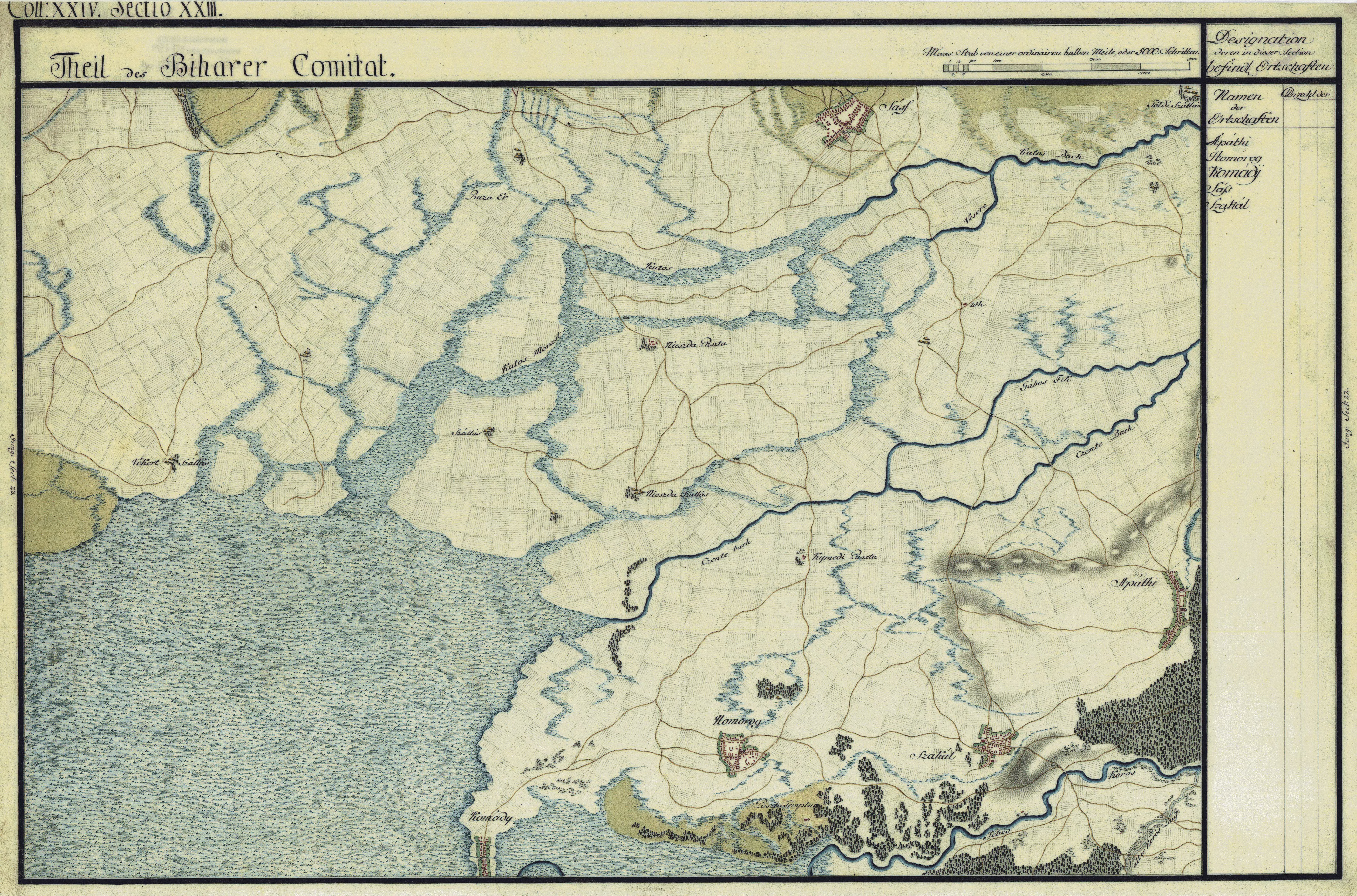
Szakál (rechts unten) um 1782 (Aufnahmeblatt der Josephinischen Landesaufnahme)
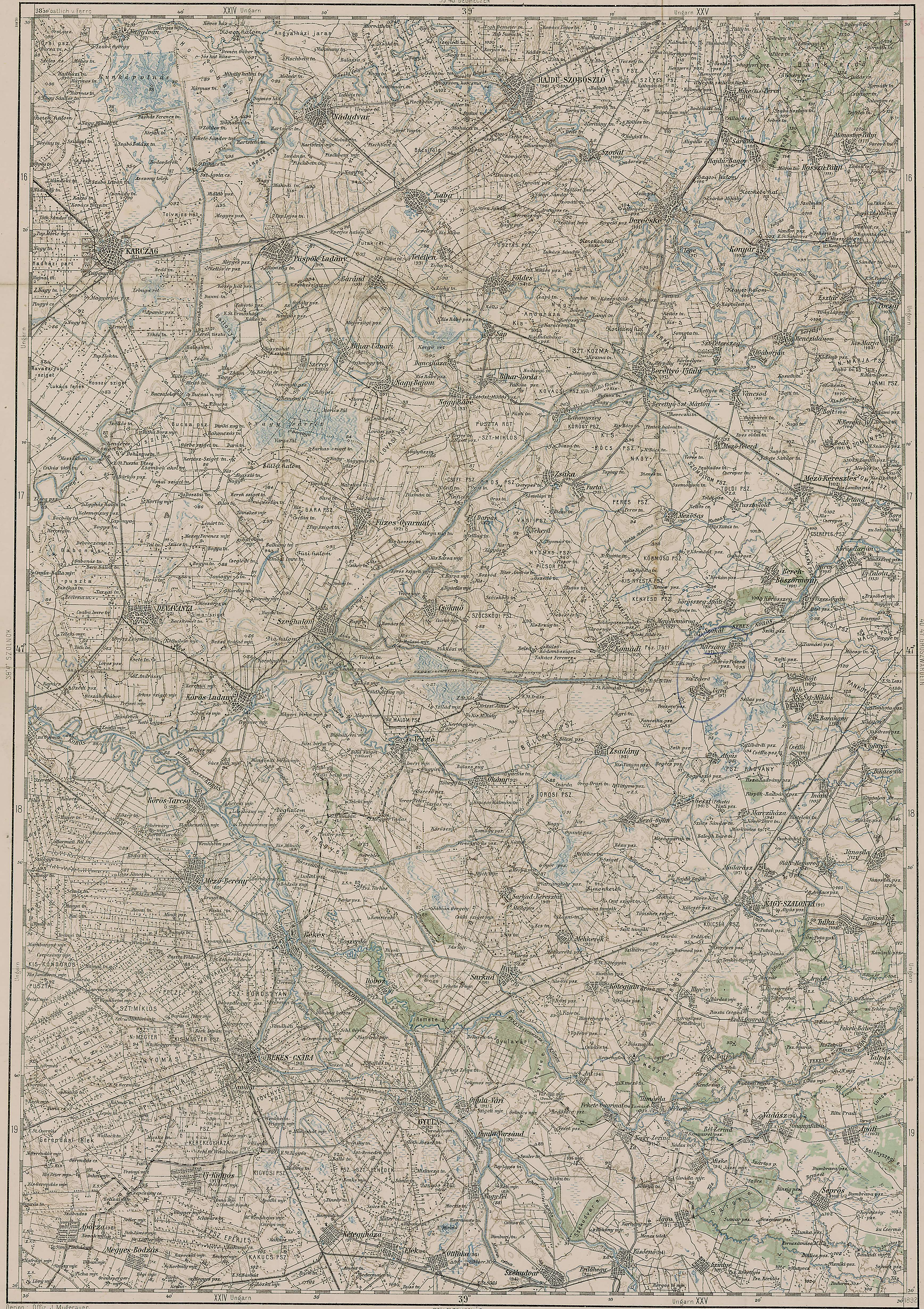
Szakál (N 47° 1'; O 39° 16') um 1892 (Aufnahmeblatt der Franzisco-Josephinischen Landesaufnahme)

## Sehenswürdigkeiten
- Artesischer Brunnen
- Baptistische Kirche
- Reformierte Kirche
- Rumänisch-orthodoxe Kirche Szent Mihály és Gábriel arkangyalok
- Weltkriegsdenkmal (I.–II. világháborús emlékmű)

## Verkehr
In Körösszakál treffen die Landstraßen Nr. 4215 und Nr. 4216 aufeinander. Es bestehen Busverbindungen über Körösszegapáti und Mezősas nach Berettyóújfalu sowie über Magyarhomorog und Komádi nach Zsadány. Die Gemeinde liegt an der Bahnstrecke Gyoma–Körösnagyharsány (127) der MÁV. Der Personenverkehr auf dieser Strecke wurde jedoch im Dezember 2009 eingestellt, so dass Reisende den südwestlich gelegenen Bahnhof in Vésztő nutzen müssen.